# Episodi di Bob Hearts Abishola (seconda stagione)
La seconda stagione della sitcom Bob Hearts Abishola è stata trasmessa in prima visione assoluta negli Stati Uniti d'America da CBS a partire dal 16 novembre 2020 al 17 maggio 2021..
In Italia la stagione è stata trasmessa su Premium Stories dal 18 aprile al 13 giugno 2021.
| nº | Titolo originale                     | Titolo italiano                           | Prima TV USA     | Prima TV Italia |
| -- | ------------------------------------ | ----------------------------------------- | ---------------- | --------------- |
| 1  | On a Dead Guy's Bench                | Sulla panchina di un defunto              | 16 novembre 2020 | 18 aprile 2021  |
| 2  | Paris is for Lovers, Not Mothers     | Parigi è per gli amanti, non per le madri | 23 novembre 2020 | 18 aprile 2021  |
| 3  | Straight Outta Lagos                 | Direttamente da Lagos                     | 30 novembre 2020 | 25 aprile 2021  |
| 4  | Camp Bananas                         | Campo svalvolati                          | 7 dicembre 2020  | 25 aprile 2021  |
| 5  | Sleeping Next to an Old Boat         | Dormendo vicino a una vecchia barca       | 14 dicembre 2020 | 2 maggio 2021   |
| 6  | A Tight Ass is a Wonderful Thing     | Brutale, ma vero                          | 4 gennaio 2021   | 2 maggio 2021   |
| 7  | The Wrong Adebambo                   | L'Adebambo sbagliato                      | 18 gennaio 2021  | 9 maggio 2021   |
| 8  | Honest Yak Prices                    | Prezzi onesti di yak                      | 25 gennaio 2021  | 9 maggio 2021   |
| 9  | Tunde the Boy King                   | Tunde il Re Bambino                       | 8 febbraio 2021  | 16 maggio 2021  |
| 10 | The Cheerleader Leader               | Leader delle cheerleader                  | 22 febbraio 2021 | 16 maggio 2021  |
| 11 | I Did Not Raise Him to be a Teenager | Non l'ho cresciuto per essere un teenager | 8 marzo 2021     | 23 maggio 2021  |
| 12 | We Don't Rat on Family               | Noi non tradiamo la famiglia              | 15 marzo 2021    | 23 maggio 2021  |
| 13 | A Big African Bassoon                | Un grosso fagotto africano                | 12 aprile 2021   | 30 maggio 2021  |
| 14 | A Tough Old Bird                     | Una vecchia pellaccia                     | 19 aprile 2021   | 30 maggio 2021  |
| 15 | TLC: Tunde's Loving Care             | La cura amorevole di Tunde                | 26 aprile 2021   | 6 giugno 2021   |
| 16 | Sights and Bites                     | Sorsi e Percorsi                          | 3 maggio 2021    | 6 giugno 2021   |
| 17 | The Devil's Taste Buds               | Le papille del diavolo                    | 10 maggio 2021   | 13 giugno 2021  |
| 18 | God Accepts Venmos                   | Dio accetta Venmo                         | 17 maggio 2021   | 13 giugno 2021  |